# Buell
Die Buell Motorcycle Company (sprich: bju:l) war ein Motorradhersteller mit Firmensitz in East Troy, Wisconsin (USA). Am 15. Oktober 2009 gab der Eigentümer Harley-Davidson überraschend die Einstellung der Motorradfertigung bekannt. Im September 2013 gab Erik Buell bekannt, ab 2014 wieder Sportmotorräder in Serie zu bauen, allerdings unter dem Label EBR.
Zum 1. Januar 2025 waren in Deutschland 9929 Buell-Krafträder zum Straßenverkehr zugelassen, was einem Anteil von 0,2 Prozent entspricht.

## Allgemeines
Buell ging 1993 unter der Beteiligung der Harley-Davidson Motor Company aus dem 1983 gegründeten Kleinstbetrieb von Erik Buell hervor, einem ehemaligen Rennfahrer, der bereits zuvor einige Zeit bei Harley-Davidson als Entwicklungsingenieur gearbeitet hatte. Seit Februar 1998 hielt Harley-Davidson mit 98 Prozent die Mehrheit der Firmenanteile, bevor 2003 auch die bei Erik Buell verbliebenen zwei Prozent gekauft wurden. Erik Buell war bis zuletzt als Chairman und Chief Technical Officer (Entwicklungschef) zuständig für Konstruktion, Erprobung und Qualität; der President (Vorstandsvorsitzender) und Chief Operating Officer, Jon Flickinger, war für Produktion, Absatz und Marketing zuständig.
Am 15. Oktober 2009 gab Erik Buell auf der Firmenhomepage das Ende der Serienproduktion von Motorrädern der Marke Buell bekannt. Die Produktion endete am 30. Oktober 2009. Erik Buell verließ daraufhin Harley-Davidson und gründete die Firma Erik Buell Racing. Diese produziert unter Lizenz von Harley-Davidson reine Rennmotorräder auf Basis der 1125R und vertreibt Rennsportzubehör für XB- und 1125-Modelle. Im Oktober 2013 stellte EBR die 1190RX als straßenfähiges Sportmotorrad vor und gab bekannt, diese und andere Modelle ab 2014 zu vertreiben.

### Unternehmensphilosophie
Buell produzierte sportliche Motorräder und Naked Bikes mit zumeist leistungsgesteigerten Motoren von Harley-Davidson. Die drei konstruktiven Grundprinzipien des Firmengründers Erik Buell sind:
1. Zentralisierung der Massen: Gruppierung möglichst vieler schwerer Bauteile eng am Schwerpunkt in der Fahrzeugmitte.
2. Maximierung der Rahmen- & Fahrwerkssteifigkeit: verwindungssteife Einheit aus Teleskopgabel, Rahmen und Schwinge für ein spurtreues Fahrwerk.
3. Minimierung der ungefederten Massen: leichte Felgen und Bremsanlagen für ein besseres Handling.

## Modelle

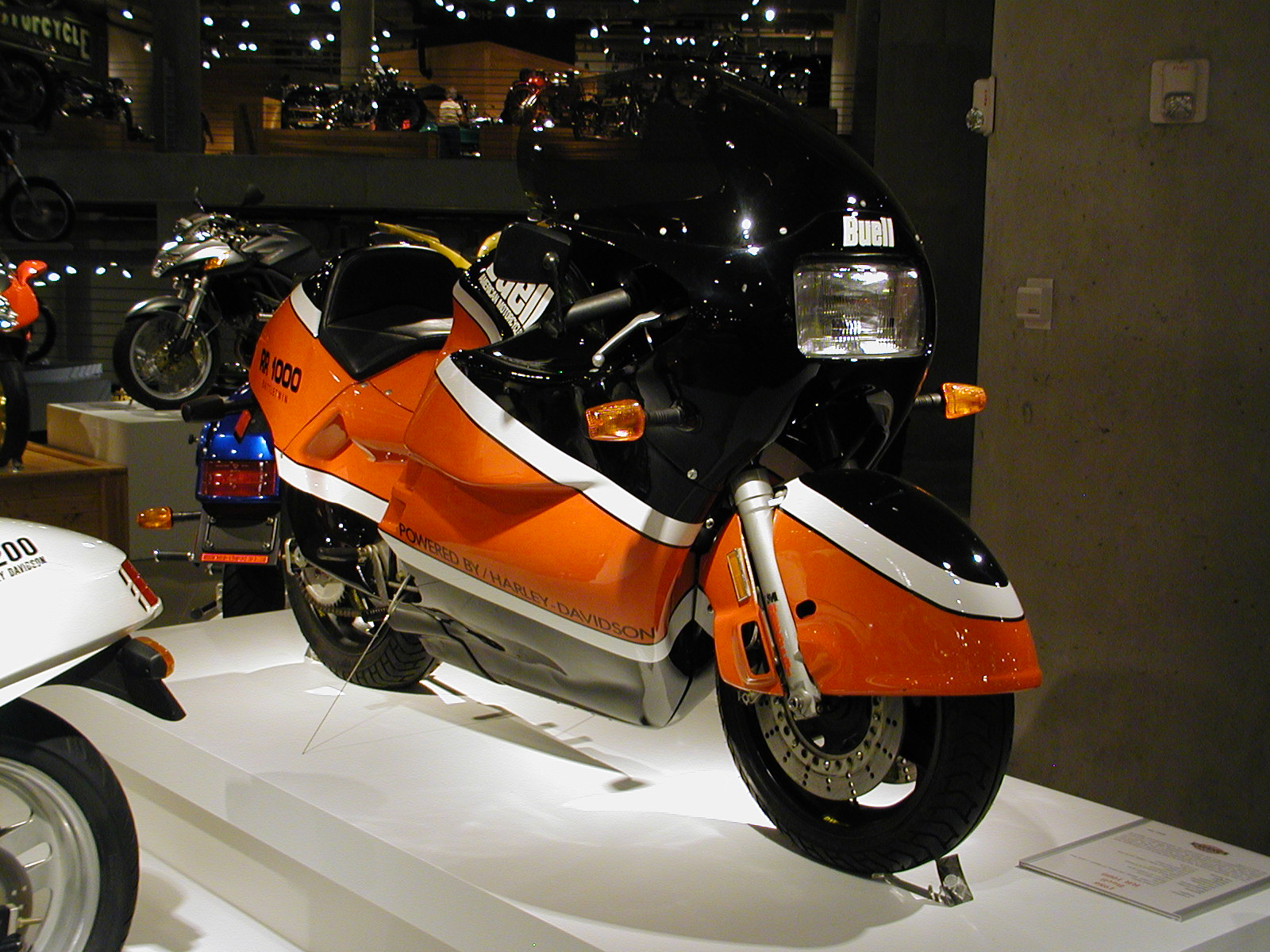
Buell RR 1000 Battletwin

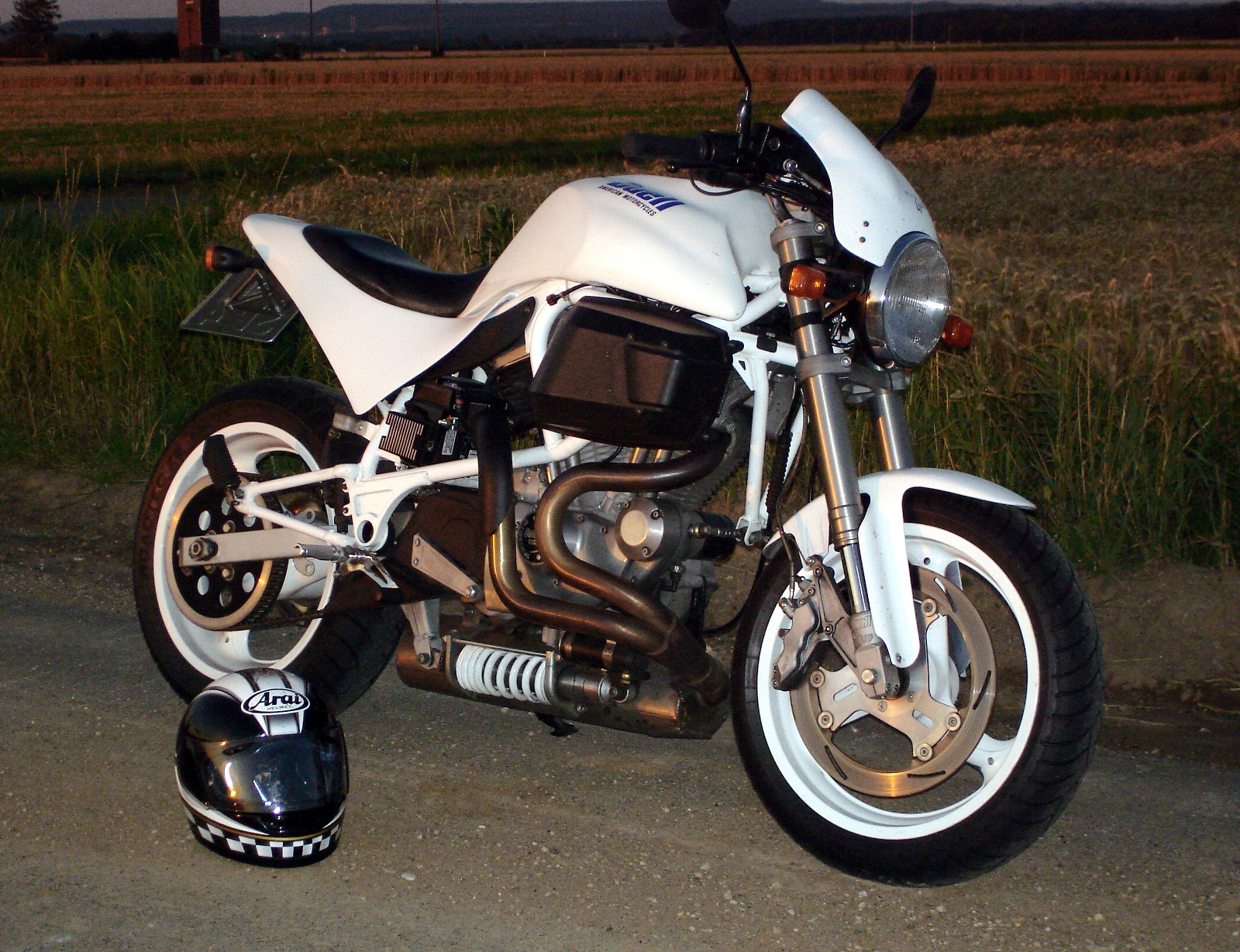
Buell S1 White Lightning

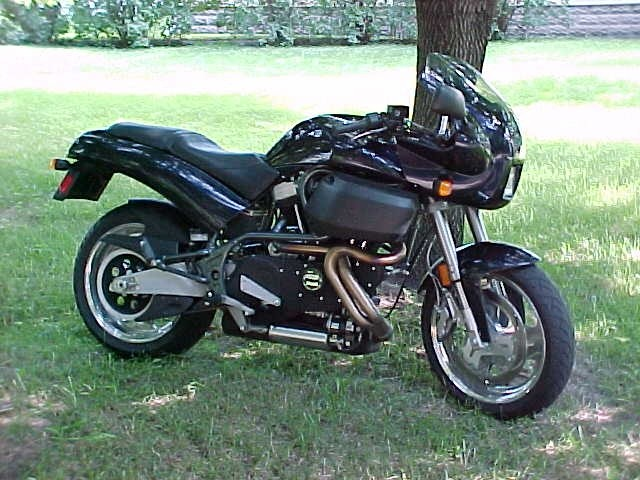
Buell S3 Thunderbolt

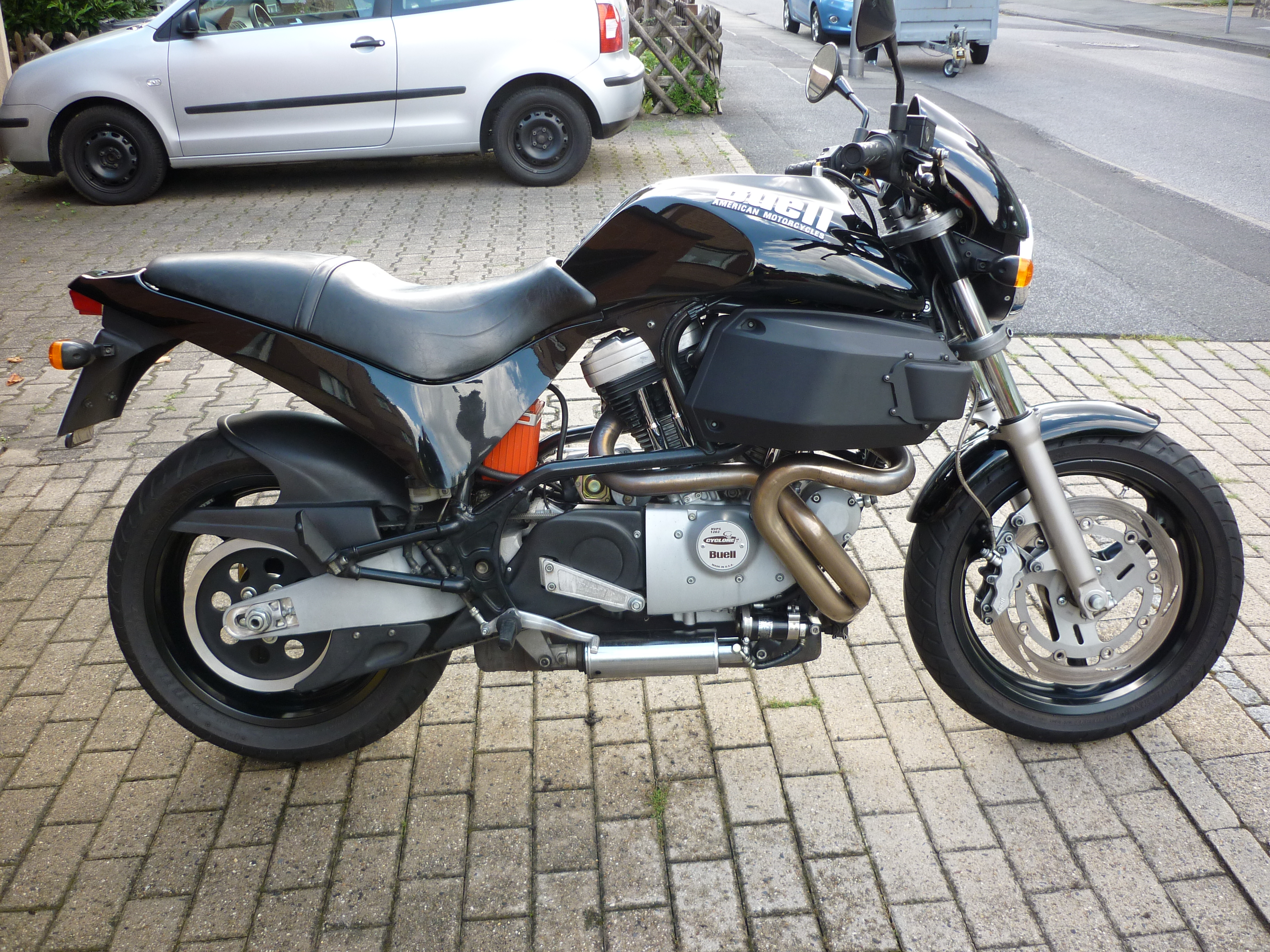
Buell M2 Cyclone

Die meisten Buell-Modelle besitzen einen Zweizylinder-V-Viertaktmotor als Antrieb. Ausnahmen bilden einerseits die Buell RW 750, ein in extrem kleinen Stückzahlen in der Anfangszeit produziertes reines Rennmotorrad mit Square-Four-Zweitaktmotor, sowie das im Jahr 2000 vorgestellte, bis 2009 in den USA erhältliche Einsteigermodell Buell Blast mit 492-cm³-Einzylinder-Viertaktmotor.
Die in der Anfangszeit der Firma Buell entstandenen beziehungsweise nur in kleinen Stückzahlen hergestellten Modelle sind:
- RW 750
- RR 1000 Battletwin
- RR 1200 Battletwin
- RS 1200 Westwind
- RS 1200/5 Westwind
- RSS 1200 Westwind

Bis einschließlich Modelljahr 2002 wurden die so genannten Rohrrahmen-Modelle gebaut. Im gleichen Modelljahr wurde das erste Modell der XB-Modellreihe (auch Tankrahmen-Modelle genannt) auf dem Markt eingeführt.

### Rohrrahmen-Modelle
Allen Modellen dieser Baureihe gemeinsam ist der unten offene Gitterrahmen aus Chrom-Molybdän-Stahlrohren, der mit der Einheit aus Motor, Getriebe und Hinterradschwinge vibrationsgedämpft verbunden ist. Während die Lagerung der Hinterradschwinge im Motor- und Getriebegehäuse erfolgt und somit nicht von den Antriebskräften beeinflusst wird, ist die gesamte Einheit über drei Gummielemente elastisch mit dem Rahmen verschraubt. Eines der Elemente sitzt unterhalb des Lenkkopfes, die beiden anderen links und rechts seitlich in Höhe der Schwingenlagerung. Die Spurstabilität des Fahrwerks wird durch drei Pendelstützen gewährleistet, über die die Motor- und Getriebeeinheit mit dem Rahmen verbunden ist. Diese „Tie Bars“ der sogenannten „Isoplanar“-Aufhängung lassen Bewegungen des Motors in Vertikalebene des Motorrads zu, quer dazu jedoch nicht. Ein ähnliches Konstruktionsprinzip wurde bereits ab 1967 bei der Norton Commando angewandt und dort als „Isolastic“-Aufhängung bezeichnet.
In allen Rohrrahmen-Modellen wurde eine leistungsgesteigerte Version des Motors der Harley-Davidson Sportster-Baureihe mit 1.200 cm³ eingesetzt, ein Zweizylinder-V-Motor mit 45° Zylinderwinkel und Trockensumpfschmierung. Der Primärtrieb zum Fünfganggetriebe erfolgt über eine Dreifach-Rollenkette, der Sekundärantrieb über einen Zahnriemen. Die Modelle unterschieden sich hauptsächlich durch die Art der montierten Verkleidung und der Gemischaufbereitung, zudem wurden unterschiedliche Vorderradgabeln verwendet:
- S2/S2T Thunderbolt (Vergaser)
- S1 Lightning (unverkleidet, Vergaser, Upside-Down-Gabel)
- S1 White Lightning (unverkleidet, Vergaser, Upside-Down-Gabel)
- S3/S3T Thunderbolt (Halbschalen-Verkleidung, Vergaser, Upside-Down-Gabel)
- M2 Cyclone (unverkleidet, Vergaser, Standard-Teleskopgabel)
- X1 Lightning (unverkleidet, Einspritzanlage, Upside-Down-Gabel)

Allen Modellen dieser Baureihe gemeinsam ist der recht anfällige Motor – insbesondere ein abscherendes Ritzel auf der Ölpumpe, was einen sofortigen totalen Motorschaden zur Folge hat.

### XB-Modelle

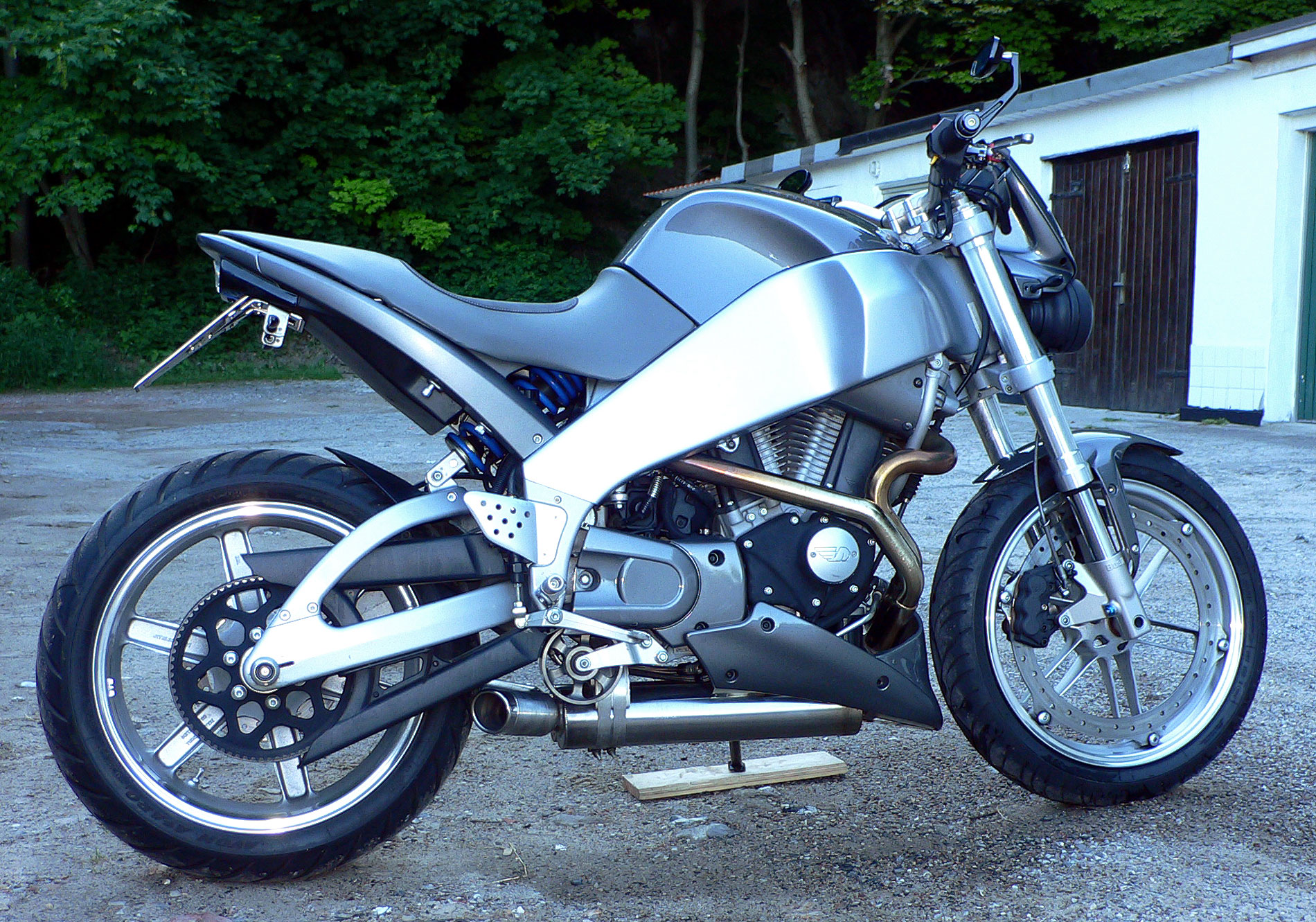
Buell Lightning XB9S

Im Jahre 2002 läutete Buell mit der XB-Modellreihe eine neue Ära in der Firmenhistorie ein. Wie bei den vorigen Buell Motorrädern wurden auch hier die drei konstruktiven Grundprinzipien umgesetzt – jedoch in einem viel konsequenteren Maße. Darüber hinaus sollten so viele Bauteile wie möglich mehr als eine Aufgabe übernehmen. Im Ergebnis dient bei den XBs der Rahmen, jetzt aus Leichtmetallprofilen, gleichzeitig als Benzintank und die Hinterradschwinge als Reservoir für den Ölvorrat der Trockensumpfschmierung. Erstmals in der Geschichte des Motorradbaus verwendete Buell serienmäßig eine – außen an der Felge befestigte – ZeroTorsionalLoad genannte Einscheiben-Vorderradbremse. Bei dieser Bauart wirken die Bremskräfte direkt auf die Felge, ohne Torsionskräfte auf die Radspeichen auszuüben. Dies erlaubt die Verwendung besonders leichter Leichtmetallfelgen, was die ungefederten Massen deutlich verringert. Auch der für Buell Motorräder typische, unter dem Motor angebrachte Endschalldämpfer findet sich hier wieder.
Der bei Harley-Davidson und Buell bewährte Zahnriemenantrieb wurde mit einer zusätzlichen, auf Höhe der Schwingenachse angeordneten Umlenkrolle versehen, die unabhängig von den Einfederbewegungen der Hinterradschwinge für eine konstante Spannung des Zahnriemens sorgt. Die Vorteile des Zahnriemens gegenüber Antriebsketten – Laufruhe, Wartungsarmut, geringes Gewicht, Eliminierung von Spiel im Antriebsstrang – werden somit noch gesteigert. Ein Nachspannen ist nicht nötig, folglich entfällt der Einstellmechanismus für die Hinterradachse.
Hauptbestandteil des XB-Fahrwerks ist ein Leichtmetall-Brückenrahmen aus großvolumigen Hohlprofilen, dessen Hohlräume als Benzintank genutzt werden. Der Kraftstoff befindet sich damit wesentlich tiefer und zentraler als bei einem Motorrad mit konventionellem Tank, was den Gesamtschwerpunkt nach unten verlagert und das Trägheitsmoment um die Längs- und Querachse verringert. Zudem verfügen die XB-Modelle über die von Buell patentierte Uniplanar-Motoraufhängung, die einerseits den Motor als mittragendes Element nutzt, um die Rahmensteifigkeit zu erhöhen, andererseits über Gummielemente die konzeptbedingt starken Motor-Vibrationen im Fahrbetrieb nahezu vollständig vom Fahrer fernhält.
Auch die Hinterradschwinge ist aus Leichtmetall gefertigt. Der linke, hohl ausgeführte Schwingenarm und der Bereich um die Schwingenachse dienen als Öltank der Trockensumpfschmierung. Damit verminderte man nicht nur die Anzahl der Bauteile und das Gewicht des Motorrades, sondern schaffte auch Platz für die Unterbringung der Starterbatterie an einer besonders schwerpunktgünstigen Position unter dem Fahrersitz.
Federung und Dämpfung übernehmen vorn eine komplett einstellbare Upside-Down-Gabel, hinten ein ebenfalls voll einstellbares Zentralfederbein, das ohne Umlenkung direkt zwischen Rahmen und Schwinge montiert ist und durch seine diagonale Lage den ungewöhnlich kurzen Radstand erst möglich macht.
Als Antrieb der XB-Reihe dient ein leichter, luft-/ölgekühlter 45°-V2-Motor mit 984 cm³ bei der XB9 oder 1203 cm³ Hubraum bei der XB12 und elektronischer Saugrohreinspritzung. Auch dieser basiert konstruktiv noch weitgehend auf dem „Evo-Sportster“-Motor von Harley-Davidson, wurde aber in vielen Bauteilen überarbeitet. Der Hubraumzuwachs der 12er Variante resultiert ausschließlich aus einem 17,44 mm längeren Hub. Drosselklappen- und Krümmerdurchmesser wurden, dem höheren Gasdurchsatz Rechnung tragend, vergrößert. Beide Motorvarianten verfügen über eine zusätzliche Kühlung der Kolben, indem Motoröl unter die Kolbenböden gespritzt wird. Daneben sorgen der externe Ölkühler in Verbindung mit einem hinter dem zweiten Zylinder angebrachten Kühlgebläse und das Steuergerät dafür, dass der Motor nicht überhitzt.
Über die Haltbarkeit der Motoren, ein großes Problem bei den alten Rohrrahmen-Modellen, kann man derzeit noch keine abschließende Aussage treffen. Jedoch sind die XB-Motoren thermisch gesund, die vergleichsweise wenigen Motorschäden sind fast ausschließlich auf gebrochene Antriebsritzel der Ölpumpe und Schäden am Kurbelwellenlager zurückzuführen. Ersterem Problem begegnete Buell zum Modelljahr 2006 mit einem Antriebsritzel aus einer Kupfer-Beryllium-Legierung, ab Modelljahr 2008 wurde eine komplett geänderte Ölpumpeneinheit in die Serie eingeführt, auch das Kurbelwellenlager wurde verstärkt.
Ihr trotz hoher Motorschwungmasse agiles Handling verdanken die XB-Modelle einer für Serienmotorräder extremen Fahrwerksgeometrie mit steilem Lenkkopfwinkel von 69°, kurzem Nachlauf von 84 mm und einem kompakten Radstand von nur 1320 mm. 52 Prozent des vergleichsweise geringen Fahrzeuggewichtes (fahrfertig 205 Kilogramm) lasten auf dem Vorderrad. Die ungewöhnliche Fahrwerksgeometrie sorgt jedoch auch dafür, dass die XB-Modelle sehr empfindlich auf Fahrwerkseinstellung und Bereifung reagieren. Beim Bremsen in Schräglage zum Beispiel zeigte sich mit der bis zum Modelljahr 2006 verbauten Dunlop-Serienbereifung ein deutliches Aufstellmoment, welches mit den meisten freigegebenen Reifen anderer Hersteller signifikant geringer ausfällt. Buell reagierte zum Modelljahr 2007 auf die Kritik und rüstete seine Motorräder nunmehr mit Reifen von Pirelli aus.
Die allgemeine Verarbeitungsqualität wurde gegenüber den Rohrrahmen-Modellen deutlich verbessert und liegt auf dem Niveau der meisten Mitbewerber. Schwächen zeigen sich jedoch im Detail (unsauber verlegte Kabel, korrodierende Endschalldämpfer und diverse Schrauben).

#### Varianten
Typ XB1
- Firebolt XB9R
- Lightning XB9S
- Lightning CityX XB9SX (ab MJ 2010: Lightning XB9SX / XB12SX)
- Lightning XB12SX
- Firebolt XB12R
- Lightning XB12S
- Lightning Low XB12Scg

Typ XB2
im Vergleich zum Typ XB1 anderer, längerer Rahmen, längere Schwinge, mit 66,2° bzw. 66,5° flacherer Lenkkopfwinkel und größerer Nachlauf
- Lightning Long XB12Ss
- Lightning Super TT XB12STT
- Ulysses XB12X
- Ulysses XB12XT
- Ulysses XB12XP

### 1125-Modelle

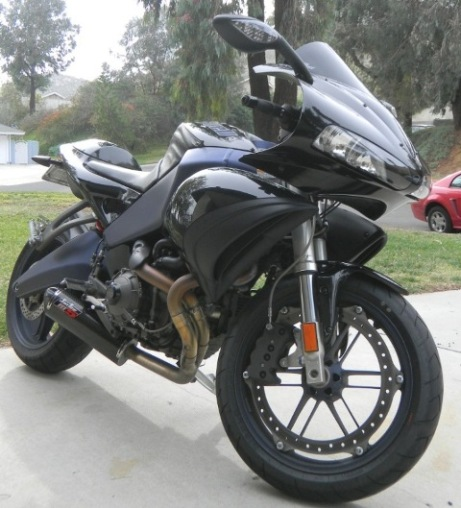
Buell 1125R

Mit dem im Juli 2007 vorgestellten Superbike 1125R beschritt Buell nach Einführung der XB-Reihe abermals einen neuen Weg. Erstmals kommt ein flüssigkeitsgekühlter V2-Motor mit obenliegenden Nockenwellen und Vierventil-Zylinderköpfen zum Einsatz. Das Triebwerk wurde nach Buell-Spezifikationen gemeinsam mit BRP-Rotax von Grund auf neu entwickelt und wurde dort exklusiv für Buell produziert. Der Helicon genannte Motor hat folgende Eckdaten:
- flüssigkeitsgekühlter 72°-V2-Viertaktmotor mit Trockensumpfschmierung
- DOHC, Nockenwellenantrieb über selbstjustierende Steuerkette am Einlass und Zahnrad am Auslass
- vier über Schlepphebel betätigte hohlgebohrte Ventile je Zylinder
- Bohrung × Hub: 103,0 × 67,5 mm
- Hubraum: 1.124,9 cm³
- Verdichtung: 12,3:1
- maximale Leistung: 109 kW (148 PS) bei 9.800/min
- maximales Drehmoment: 111 Nm bei 8.000/min
- elektronische Kraftstoffeinspritzung DDFI III mit zwei 61 mm Drosselklappenkörpern und je zwei 6-Loch-Einspritzdüsen pro Zylinder
- Zündung über in die Zündkerzenstecker integrierte separate Zündspulen
- Ram Air-Staudruckaufladung
- 6-Gang-Getriebe
- hydraulisch betätigte Mehrscheiben-Ölbadkupplung mit Anti-Hopping-Funktion

Der Endantrieb erfolgt linksseitig über einen Buell-typischen Zahnriemen, bei dem wie bei der XB eine Umlenkrolle für eine konstante Spannung sorgt.
Das neu konstruierte Fahrwerk ähnelt in seiner Konzeption dem der XB-Reihe. So dient auch hier der Aluminium-Brückenrahmen gleichzeitig als Kraftstofftank, das hintere Federbein stützt sich, fast horizontal liegend, direkt an Cantilever-Schwinge und Rahmen ab. Vorn übernimmt eine neue torsionssteife Upside-Down-Teleskopgabel des Herstellers Showa mit 47 mm starken Tauchrohren die Federung/Dämpfung. Die Federelemente sind in Federbasis, Zug- und Druckstufendämpfung einstellbar. Während Lenkkopfwinkel (69°) und Nachlauf (84 mm) der XB-Reihe entsprechen, fällt der Radstand mit 1387 mm etwas länger aus.
Die von der XB bekannte 375 Millimeter große Einscheiben-Perimeterfrontbremse ist bei der 1125R mit einem 8-Kolben-Bremssattel ausgerüstet, die leichte, direkt an der Innenseite der Schwinge angebrachte Hinterradbremse besteht aus einer 240-mm-Bremsscheibe und einem Doppelkolben-Bremssattel.
Die zum Modelljahr 2009 eingeführte 1125CR (das CR steht für Cafe Racer) unterscheidet sich von der 1125R in einigen Details; sie verfügt statt der Frontverkleidung über eine Lampenmaske und statt der Lenkerstummel wahlweise über einen M- oder einen Superbike-Lenker. Zudem ist die Schwinge und damit der Radstand 14 mm länger, die Endübersetzung ist kürzer gewählt.

### Besondere Modelle
- XBRR (Production Race Bike auf XB-Basis mit luft-/ölgekühltem 1340-cm³-V2-Motor, ca. 110 kW Nennleistung)
- 1125RR (über Buell Racing erhältliche Rennversion der 1125R nach AMA-Superbike-Reglement)

## Bildergalerie

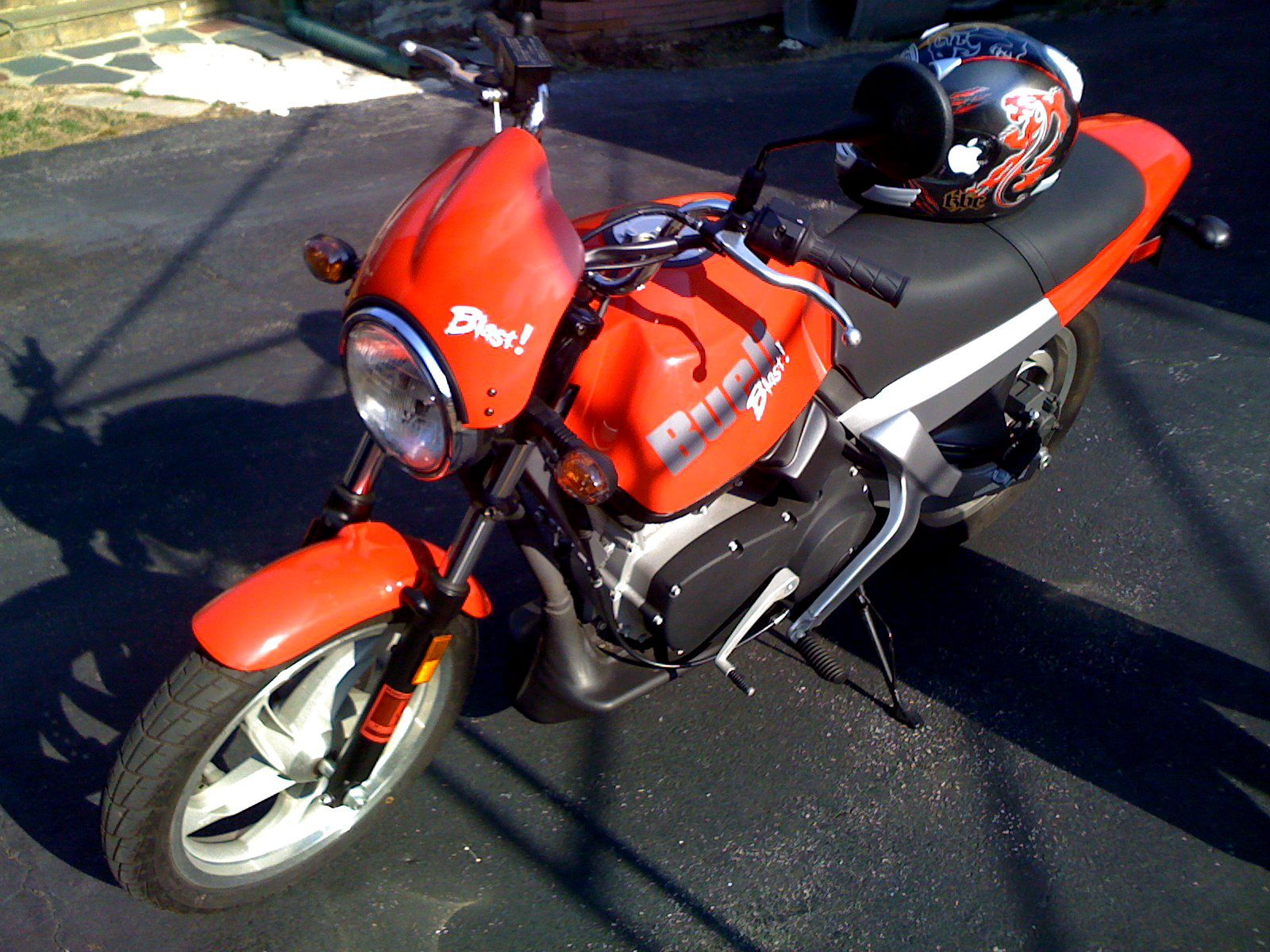
Buell Blast
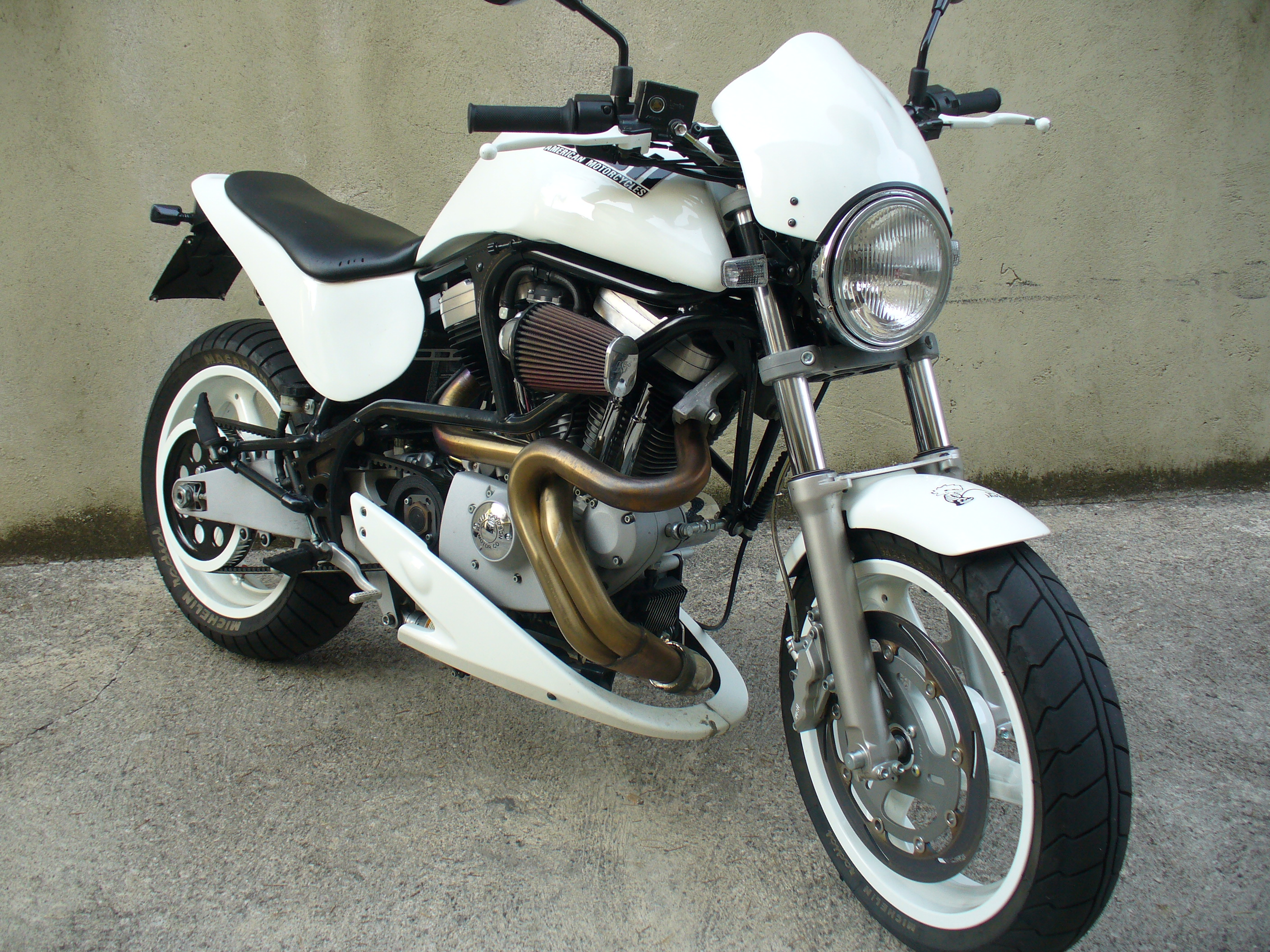
Buell M2 Cyclone
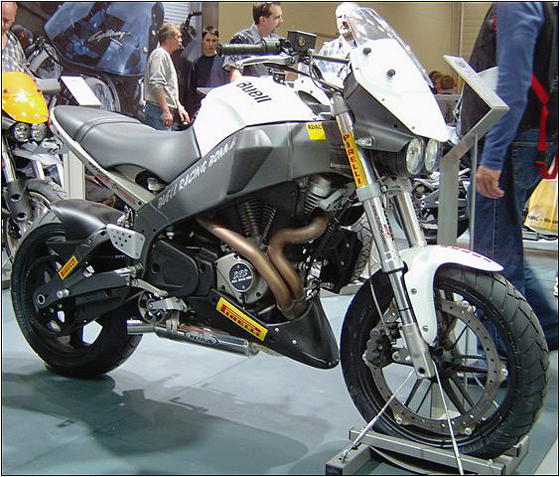
Buell Ulysses XB12X (Buell Racing Bonn)
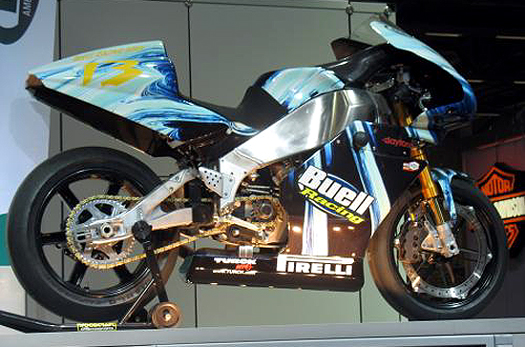
Buell XBRR (Buell Racing Bonn)
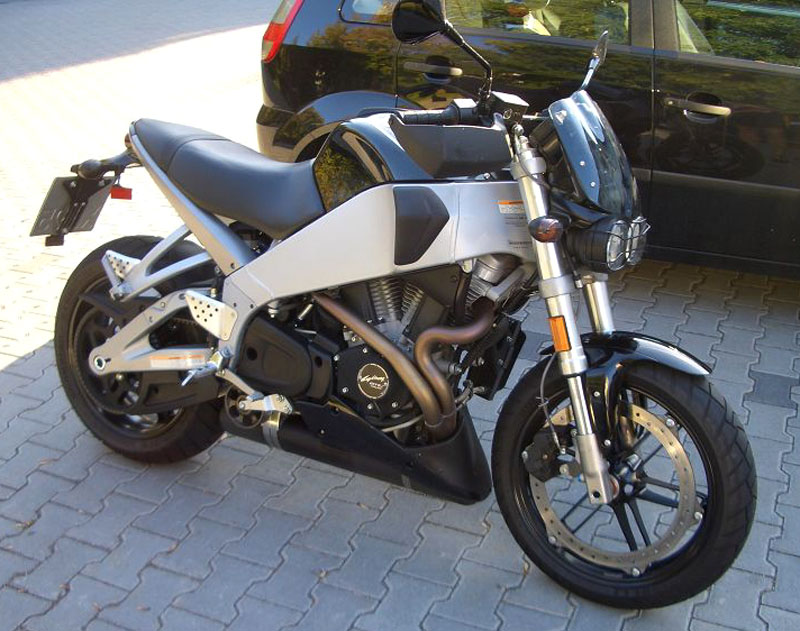
Buell Lightning CityX XB9SX